# Richard Upton Piper
Richard Upton Piper (1816-1897) fue un médico, y botánico estadounidense.

## Algunas publicaciones

### Libros
- 1858. The Trees of America. Ed. A. Williams & Company, 64 pp.
- 1852. Operative Surgery Illustrated: Containing More Than Nineteen Hundred Engravings. Ed. Ticknor, Reed, Fields, 384 pp.

## Eponimia
- (Apiaceae) Angelica piperi Rydb.[1]
- (Cecropiaceae) Poikilospermum piperi (Elmer) Merr.[2]
- (Saxifragaceae) Saxifraga piperi Engl. & Irmsch.[3]